# Lothar Heinecke (Übersetzer)
Lothar Heinecke (geboren am 11. August 1925 in Eisenberg (Thüringen); gestorben 5. März 1964) war ein deutscher Übersetzer und Herausgeber von Science-Fiction-Literatur.
Heinecke kam mit der zeitgenössischen angelsächsischen Science-Fiction in Kontakt, als er nach Ende des Zweiten Weltkriegs für die amerikanische Besatzungsmacht als Dolmetscher arbeitete. Kurz darauf wurde er Mitarbeiter des Moewig-Verlags, wo er zahlreiche Titel englischsprachiger Science-Fiction übersetzte, darunter Klassiker wie Arthur C. Clarkes Inseln im All und John Wyndhams Kolonie im Meer?. Viele seiner Übersetzungen erschienen in den Heftromanreihen des Moewig-Verlags und waren entsprechend dem Umfang der Hefte gekürzt. 
Heinecke war außerdem Herausgeber des zweiten deutschen Science-Fiction-Magazins Galaxis Science Fiction – Geschichten aus der Welt von Morgen, einer deutschen Version des amerikanischen SF-Magazins Galaxy, in dessen 15 Ausgaben von 1958 bis 1959 viele klassische Erzählungen der englischen Science-Fiction in deutscher Erstübersetzung erschienen.
1964 starb Heinecke im Alter von nur 38 Jahren infolge eines Autounfalls. Am 7. März 1964 wurde er bestattet.